# Xã Sparta, Michigan
Xã Sparta (tiếng Anh: Sparta Township) là một xã thuộc quận Kent, tiểu bang Michigan, Hoa Kỳ. Năm 2010, dân số của xã này là 9.110 người.